# Mille splendidi soli
Mille splendidi soli (A Thousand Splendid Suns) è un romanzo del 2007, il secondo dello scrittore statunitense di origine afghana Khaled Hosseini, portato al successo dal suo best seller Il cacciatore di aquiloni.
Il romanzo, pubblicato per la prima volta in inglese da ATSS Publications nel 2007 e tradotto in italiano nello stesso anno da Isabella Vaj per edizioni Piemme, narra la storia di due donne e della loro vita durante i vari conflitti che negli anni si sono susseguiti in Afghanistan fino ad oggi. Il romanzo è dedicato a Haris e Farah e a tutte le donne del suo paese.

Il titolo è tratto dai versi del poeta Saib-Tabrizi che nel XVII sec. scrisse a proposito di Kabul: 

## Trama
Mariam vive fin da piccola con la madre Nana alla "kolba", una casetta di fango, nel piccolo paese di Gul-Daman, vicino a Herat. Il padre, il ricco proprietario terriero e commerciante Jalil, prova un affetto ricambiato nei suoi confronti, ma si vergogna di lei, in quanto è una figlia avuta illegittimamente (Nana era la governante di Jalil) e viene quindi soprannominata harami (in lingua farsi, "Bastardo"). Mariam e la madre sono perciò isolate da tutti. Dopo essersi trasferita alla Kolba a causa della relazione illecita con Jalil, Nana nutrirà un odio profondo verso il suo ex-amante. Il giorno del suo quindicesimo compleanno, Mariam decide coraggiosamente di andare a trovare il padre, per poi andare insieme al suo cinema, ma Jalil ha paura e si rifiuta di riceverla; da questo momento la ragazza nutrirà un profondo odio nei confronti di lui. Quando Mariam fa ritorno a casa trova la madre morta impiccata ed è costretta a vivere con Jalil finché  viene data in sposa a Rashid, un uomo sulla quarantina che fa il calzolaio a Kabul, e così inizia una nuova vita in città. All'inizio, la nuova vita con Rashid prosegue bene, soprattutto quando Mariam rimane incinta per la prima volta. perché egli non sembra né violento né autoritario, Un giorno, però, durante una visita al bagno pubblico, Mariam viene colta da atroci dolori e subisce un aborto, il primo di una lunga serie. Da quel momento Rashid, deluso e arrabbiato, maltratterà Mariam per il resto dei suoi anni con lui, fino a non considerarla più come una moglie, ma come una vera e propria serva.
La seconda ragazza, Laila, è figlia di Fariba, un tempo conoscente di Mariam, e dell'ex professore universitario Hakim, cugino e marito di Fariba, soprannominato Babi da Laila. Laila è molto legata al padre, anch'egli saggio e non autoritario o violento, ma non ha un vero e proprio rapporto con la madre, che riversa ogni sua attenzione sui due figli maschi Ahmad e Nur, fratelli maggiori di Laila, entrambi soldati e poi uccisi durante una guerriglia. Fin da bambina, Laila è amica di due ragazze: Giti, una bambina introversa, e Hasina, allegra e con un pungente senso dell'umorismo. il migliore amico di Laila è però Tariq, un ragazzo bello e intelligente con il quale Laila inizierà anche una relazione. Quando Laila è ormai quattordicenne, viene a sapere che Tariq abbandonerà l'Afghanistan a causa della guerra scoppiata qualche anno prima; prima che il ragazzo parta, i due fanno l'amore per la prima volta. Dopo poco tempo anche la famiglia di Laila decide di partire per il Pakistan, a causa della guerra divenuta insostenibile, ma appena prima della partenza, un razzo colpisce la casa di Laila lasciandola orfana. La ragazza viene portata in salvo da Rashid che, dopo averla informata della morte di Tariq (tramite un piano architettato con un suo amico), le propone di sposarlo. La ragazza vorrebbe andarsene da Kabul, ma dopo aver scoperto di essere incinta decide di accettare per proteggere il bambino che ha in grembo, in realtà frutto del rapporto con Tariq.
Felicissimo della gravidanza di Laila, Rashid compra vestiti e oggetti da maschio, ma nasce una graziosa bambina, che Laila chiamerà Aziza, "Diletta". Deluso per non avere avuto il tanto desiderato erede, Rashid inizierà a maltrattare anche Laila. Col tempo le due protagoniste diventano complici e si affezionano l'una all'altra, fino a progettare una fuga da Rashid; il piano va però male e da questo momento Rashid diventa ancora più violento nei confronti delle mogli. Anni dopo, i Talebani entrano a Kabul e instaurano il loro regime oppressivo e maschilista, vietando ogni tipo di divertimento, nonché ogni diritto alle donne. Nel frattempo Laila dà alla luce un maschio, Zalmai, vero figlio di Rashid; il bambino instaura un rapporto speciale con il padre, che ricambia l'affetto viziandolo e ricoprendolo di attenzioni e di regali, nonostante il poco lavoro. La vita a Kabul sotto il regime talebano è sempre più difficile, e a causa di un incendio un giorno Rashid perde la sua bottega, unico sostentamento della famiglia. La fame si affaccia nelle vite dei protagonisti, tanto che Laila viene costretta da Rashid a portare Aziza in un orfanotrofio. La bambina è rattristita dalla notizia, ma la madre le assicura che la incontrerà tutti i giorni. Mariam intanto viene a sapere che il padre è morto ormai da anni, a causa di una malattia.
Di ritorno da una visita ad Aziza all'orfanotrofio, Laila incontra Tariq, la cui morte non era nient'altro che una messa in scena di Rashid per indurla a sposarlo. I due, ormai non più ragazzini dopo dieci anni di lontananza, si raccontano le loro nuove vite: Tariq racconta del periodo in un campo profughi in Pakistan, dove ha perso i genitori, e di aver passato diversi anni in carcere dopo essere stato arrestato per trasporto di droga. La sera, Zalmai racconta al padre l'incontro tra Laila e Tariq. Infuriato, Rashid percuote la moglie con l'intenzione di ucciderla, ma Mariam, dopo quasi una vita intera passata a tentare di compiacere il marito, prende una pala e lo uccide. Decide quindi di sacrificarsi per Laila, per Tariq e per i bambini e va a confessare l'omicidio alla polizia; viene dichiarata colpevole, e uccisa tramite la pena di morte.
Laila sposa Tariq e si trasferisce con lui in Pakistan. Quando gli Stati Uniti dichiarano guerra all'Afghanistan a seguito del disastro delle Torri Gemelle, Laila e la sua famiglia ritornano nella capitale per aiutare gli abitanti, ristrutturando anche l'orfanotrofio in cui Laila aveva portato Aziza. Parte dei soldi per la ristrutturazione vengono da Jalil, padre di Mariam: prima di tornare a Kabul, infatti, Laila era andata a Herat per vedere i luoghi dell'infanzia di Mariam e, simbolicamente, per salutarla. Qui Laila aveva scoperto che il padre aveva cercato Mariam con l'intento di chiedere il suo perdono, lasciandole parte della sua eredità. Laila, che è diventata insegnante nell'orfanotrofio e aspetta il terzo figlio, ripensa anche alla sua vecchia amica Mariam e a quanto abbia sacrificato per permetterle di ricominciare una nuova vita.

## Personaggi
- Mariam: è nata nella primavera del 1959. Ha cinque anni quando la storia inizia, è la protagonista del libro, insieme a Laila. È una harami, cioè una figlia illegittima nata da una relazione tra suo padre e una serva, e non ha una vita normale come le sue coetanee. Dopo la morte di sua madre è obbligata a sposare a 15 anni Rashid. Quando Rashid sposa Laila, dopo tanti anni di matrimonio in cui non hanno avuto figli, nonostante l'astio iniziale si affeziona alla piccola Aziza e in seguito a Laila, che tratta come la figlia che non ha mai potuto avere. Possiamo denotare durante il racconto le sue doti, è coraggiosa, affidabile e protettiva nei confronti di Laila.
- Mullah Faizzullah: insegnante del Corano di Mariam, con lei è comprensivo e gentile.
- Nana: è la madre di Mariam ed è una serva quando partorisce Mariam. Fin da bambina è riservata, astiosa e solitaria, caratteristica che si acuirà con la sua gravidanza e la spingerà al suicidio. È convinta che l'unica cosa che la figlia debba imparare è la sopportazione, poiché sa che "come l'ago della bussola segna sempre il nord, così il dito accusatore dell'uomo trova sempre una donna a cui addossare la colpa".
- Jalil: è il padre di Mariam, ha già tre mogli (Khadija, Afsun e Nargis) quando sta con Nana. È un uomo ricco, elegante e amico del sindaco, ma debole e incapace di opporsi alla vergogna che le sue mogli gli fanno provare per aver concepito Mariam. Per questo dopo tanti anni di rimorsi chiede il perdono a sua figlia. Va a trovarla nel 1987, prima di morire per una malattia, però lei non vuole vederlo come tanti anni prima lui le ha negato l'accesso nella sua casa.
- Laila: è nata nel 1978, è una ragazza tagika bella e coraggiosa, educata in una famiglia benestante. La sua caratteristica è, in un paese mediorientale quale l'Afghanistan, di avere capelli biondi e occhi verdi. È innamorata fin da bambina dell'amico Tariq, suo difensore contro i bulli, e per una serie di circostanze è costretta a sposare Rashid, marito di Mariam. Egli infatti la recupera dalle macerie della sua casa, crollata in seguito all'esplosione di un razzo che ha ucciso i suoi genitori. Conosce, dopo la sua infanzia magnifica con i genitori, una vita dolorosa e piena di sopportazione. Sarà lei a dare un figlio a Rashid: Zalmai, mentre quella che viene creduta dall'uomo la primogenita è in realtà figlia di Tariq. Con l'aiuto e il sacrificio della sua amica Mariam riuscirà a rifarsi una vita assieme all'amore della sua infanzia e i due figli. Tuttavia anche lei rivelerà la propria forza quando deciderà di tornare nella capitale per dare una mano.
- Rashid: fa il calzolaio a Kabul,sposa Mariam in seguito ad un contratto con suo padre e più tardi sposa Laila. È descritto come un uomo riprovevole, viscido, irascibile e violento, l'antagonista della storia. Sua moglie morì di parto e il figlio annegò nel lago mentre lui era ubriaco. Fondamentale per capire la sua psicologia è il capitolo in cui, appena sposata la seconda moglie, descrive Mariam come un'auto datata e Laila come una nuova e bellissima Mercedes. Non riesce ad avere dei figli da Mariam, invece da Laila ha il tanto sospirato figlio maschio, Zalmai.
- Tariq: è nato nel 1976, migliore amico di infanzia di Laila, di etnia pashtun; ha perso una gamba su una mina antiuomo da piccolo, perciò viene chiamato storpio da Rashid. Lui e Laila si separano quando ha sedici anni e per i successivi nove fugge dall'Afghanistan. Tariq è affettuoso e ama Laila più di se stesso.
- Aziza: è la figlia di Laila e Tariq nata nel 1993. È bella e matura per la sua età e vuole molto bene a Mariam e la considera come una zia. In un periodo particolarmente difficile, Rashid costringerà Laila a mandarla in un orfanotrofio, ma poi ritornerà a casa.
- Zalmai: è il figlio di Laila e Rashid, nato nel 1997. È viziato e affezionato a suo padre, che lo tratta come il principe della casa. All'inizio non vede di buon occhio Tariq, ma poi si affeziona a lui.
- Fariba: è la madre di Laila. Incontra in un primo momento Mariam durante i suoi primi giorni a Kabul. Rashid intima a Mariam di non frequentarla. Fariba prova un grande amore per i suoi due figli andati in guerra. Costoro da vivi mettono in ombra Laila e da morti la cancellano totalmente dal cuore della donna, che cade in uno stato depressivo e chiede di poter vedere una Kabul libera.
- Babi: è il padre di Laila. È morto insieme alla madre a causa di un razzo caduto sulla loro casa. Babi è un uomo colto, che insegnava all'università di Kabul. Simpatizza per il governo comunista perché è convinto che grazie ad esso le donne avrebbero avuto più diritti. Vuole molto bene alla figlia e spera in un futuro soddisfacente per lei e la costringe ad andare a scuola perché dice che un paese non può progredire se le sue donne sono ignoranti.

## Edizioni italiane
- Khaled Hosseini, Mille splendidi soli, traduzione di Isabella Vaj, Edizioni Piemme, 22 maggio 2007,  p. 432, ISBN 978-88-384-8703-3.
- Khaled Hosseini, Mille splendidi soli, traduzione di Isabella Vaj, Pickwick, Piemme, 10 giugno 2014,  p. 407, ISBN 9788868367312.